# مينورو كاواساكي (سياسي)
مينورو كاواساكي هو سياسي ياباني، ولد في 7 مارس 1961 في ساغا في اليابان. حزبياً، نشط في الحزب الديمقراطي الياباني. وقد انتخب عضو مجلس المستشارين ( – 28 يوليو 2013).

## وصلات خارجية
- الموقع الرسمي